# Shkelqim Demhasaj
Shkelqim Demhasaj (Schaffhausen, 1996. április 19. –) svájci születésű koszovói válogatott labdarúgó, a Grasshoppers csatárja.

## Pályafutása

### Klubcsapatokban
Demhasaj a svájci Schaffhausen városában született. Az ifjúsági pályafutását a helyi Schaffhausen akadémiájánál kezdte.
2013-ban mutatkozott be a Schaffhausen másodosztályban szereplő felnőtt keretében. 2017-ben az első osztályban érdekelt Luzernhez igazolt. 2020. július 1-jén hároméves szerződést kötött a Grasshoppers együttesével. Először a 2020. szeptember 18-ai, Winterthur ellen 3–2-re megnyert mérkőzésen lépett pályára. Első góljait 2020. október 3-án, a Wil ellen hazai pályán 3–0-ás győzelemmel zárult találkozón szerezte meg. A 2021–22-es szezon második felében a Winterthur csapatát erősítette kölcsönben.

### A válogatottban
Demhasaj az U20-as és az U21-es korosztályú válogatottakban is képviselte Svájcot.
2018-ban debütált a koszovói válogatottban. Először a 2018. november 17-ei, Málta ellen 5–0-ás győzelemmel zárult Nemzetek Ligája mérkőzés 83. percében, Vedat Muriqit váltva lépett pályára.

## Statisztika
2023. május 29. szerint.
| Klub                    | Szezon   | Bajnokság              | Bajnokság | Bajnokság | Kupa  | Kupa  | Nemzetközi | Nemzetközi | Összesen | Összesen |
| Klub                    | Szezon   | Bajnokság              | Mérk.     | Gólok     | Mérk. | Gólok | Mérk.      | Gólok      | Mérk.    | Gólok    |
| ----------------------- | -------- | ---------------------- | --------- | --------- | ----- | ----- | ---------- | ---------- | -------- | -------- |
| Schaffhausen            | 2013–14  | Swiss Challenge League | 5         | 1         | 0     | 0     | ―          | ―          | 5        | 1        |
| Schaffhausen            | 2014–15  | Swiss Challenge League | 10        | 1         | 0     | 0     | ―          | ―          | 10       | 1        |
| Schaffhausen            | 2015–16  | Swiss Challenge League | 9         | 2         | 0     | 0     | ―          | ―          | 9        | 2        |
| Schaffhausen            | 2016–17  | Swiss Challenge League | 34        | 17        | 1     | 1     | ―          | ―          | 35       | 18       |
| Schaffhausen            | Összesen | Összesen               | 58        | 21        | 1     | 1     | 0          | 0          | 59       | 22       |
| Luzern                  | 2017–18  | Swiss Super League     | 32        | 6         | 3     | 2     | 1          | 0          | 36       | 8        |
| Luzern                  | 2018–19  | Swiss Super League     | 31        | 4         | 5     | 3     | 2          | 1          | 38       | 8        |
| Luzern                  | 2019–20  | Swiss Super League     | 15        | 0         | 1     | 1     | 4          | 0          | 20       | 1        |
| Luzern                  | Összesen | Összesen               | 78        | 10        | 9     | 6     | 7          | 1          | 94       | 17       |
| Grasshoppers            | 2020–21  | Swiss Challenge League | 31        | 10        | 3     | 1     | ―          | ―          | 34       | 11       |
| Grasshoppers            | 2021–22  | Swiss Super League     | 13        | 0         | 2     | 1     | ―          | ―          | 15       | 1        |
| Grasshoppers            | 2022–23  | Swiss Super League     | 13        | 3         | 2     | 1     | ―          | ―          | 15       | 4        |
| Grasshoppers            | Összesen | Összesen               | 57        | 13        | 7     | 3     | 0          | 0          | 64       | 16       |
| Winterthur (kölcsönben) | 2021–22  | Swiss Challenge League | 8         | 2         | 0     | 0     | ―          | ―          | 8        | 2        |
| Összesen                | Összesen | Összesen               | 201       | 46        | 17    | 10    | 7          | 1          | 225      | 57       |

### A válogatottban
| Válogatott | Év       | Pályára lépés | Gól |
| ---------- | -------- | ------------- | --- |
| Koszovó    | 2018     | 1             | 0   |
| Összesen   | Összesen | 1             | 0   |

## Sikerei, díjai
Grasshoppers
- Swiss Challenge League
  - Feljutó (1): 2020–21

Winterthur
- Swiss Challenge League
  - Feljutó (1): 2021–22